# 斯瓦特班杜弗薩海崖
73°29′S 3°48′W / 73.483°S 3.800°W
斯瓦特班杜弗薩海崖，是南極洲的海崖，位於毛德皇后地的瑪塔公主海岸，處於特韋雷格冰川西南面的基爾萬海崖，由挪威製圖師根據探險隊拍攝的測量和空中照片繪入地圖，現時由南極條約體系管理。